# Hjärtats triumf
Pour plus de détails, voir Fiche technique et Distribution.
Hjärtats triumf est un film suédois réalisé par Gustaf Molander, sorti en 1929.

## Fiche technique
- Titre : Hjärtats triumf
- Réalisation : Gustaf Molander
- Scénario : Paul Merzbach
- Photographie : Julius Jaenzon et Axel Lindblom
- Pays d'origine : Suède
- Format : Noir et blanc - 1,33:1 - Film muet
- Genre : drame
- Durée : 94 minutes
- Date de sortie : 1929

## Distribution
- Carl Brisson : Lars Holm
- Lissy Arna : Märta Tamm
- Edvin Adolphson : Torsten Bergström
- Harry Ahlin (en) : Mineur
- Bengt Djurberg : Mineur
- Weyler Hildebrand (en) : Mineur
- Axel Hultman : Axel Tamm
- Lisskulla Jobs (en) : jeune femme
- Anna Lindahl (en) : Eva Bergström